# Сердиана
Сердиана (итал. Serdiana) — коммуна в Италии, располагается в регионе Сардиния, подчиняется административному центру Кальяри.
Население составляет 2279 человек, плотность населения составляет 40,95 чел./км². Занимает площадь 55,66 км². Почтовый индекс — 9040. Телефонный код — 070.
Покровителями коммуны почитаются Христос-Спаситель и Пресвятая Богородица (Santa Maria di Sibiola), празднование 9 ноября.